# Dos soldados y una sirvienta con un trompetero
Dos soldados y una sirvienta con un trompetero es un óleo sobre lienzo de 1650-1655 del pintor holandés Pieter de Hooch, un ejemplo de la pintura de género de la Edad de Oro holandesa, en la colección del Kunsthaus Zürich.
Esta pintura fue documentada por Hofstede de Groot en 1908, que escribió; "278. Oficiales descansando en un establo. Dos joviales oficiales descansan en un establo. Una joven atractiva les ofrece una jarra de vino. En la puerta está un trompetero tocando su trompeta. A través de una puerta abierta al fondo se ve gente jugando a las cartas. 
Tabla, 30 pulgadas por 26 pulgadas. Ventas. H. A. Bauer y otros, Ámsterdam, 11 de septiembre de 1820, Núm. 55 
(61 florines, Meusardt). P. J. de Marneffe, Bruselas, 22 de mayo de, 1830, Núm. 148."

Esta escena de soldados descansando y bebiendo en una posada es muy similar a otras pinturas realizadas por De Hooch en este periodo:

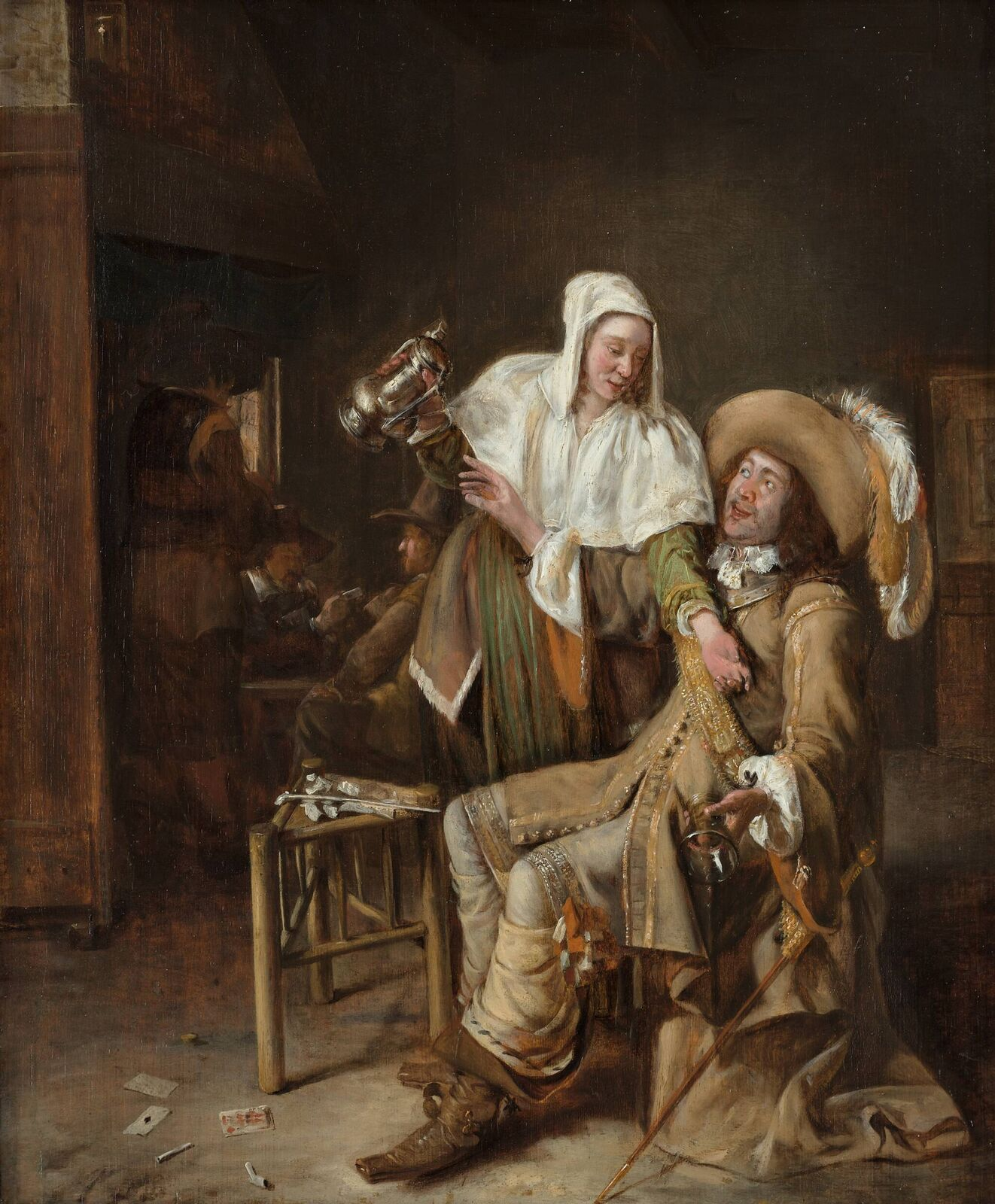
El vaso vacío.
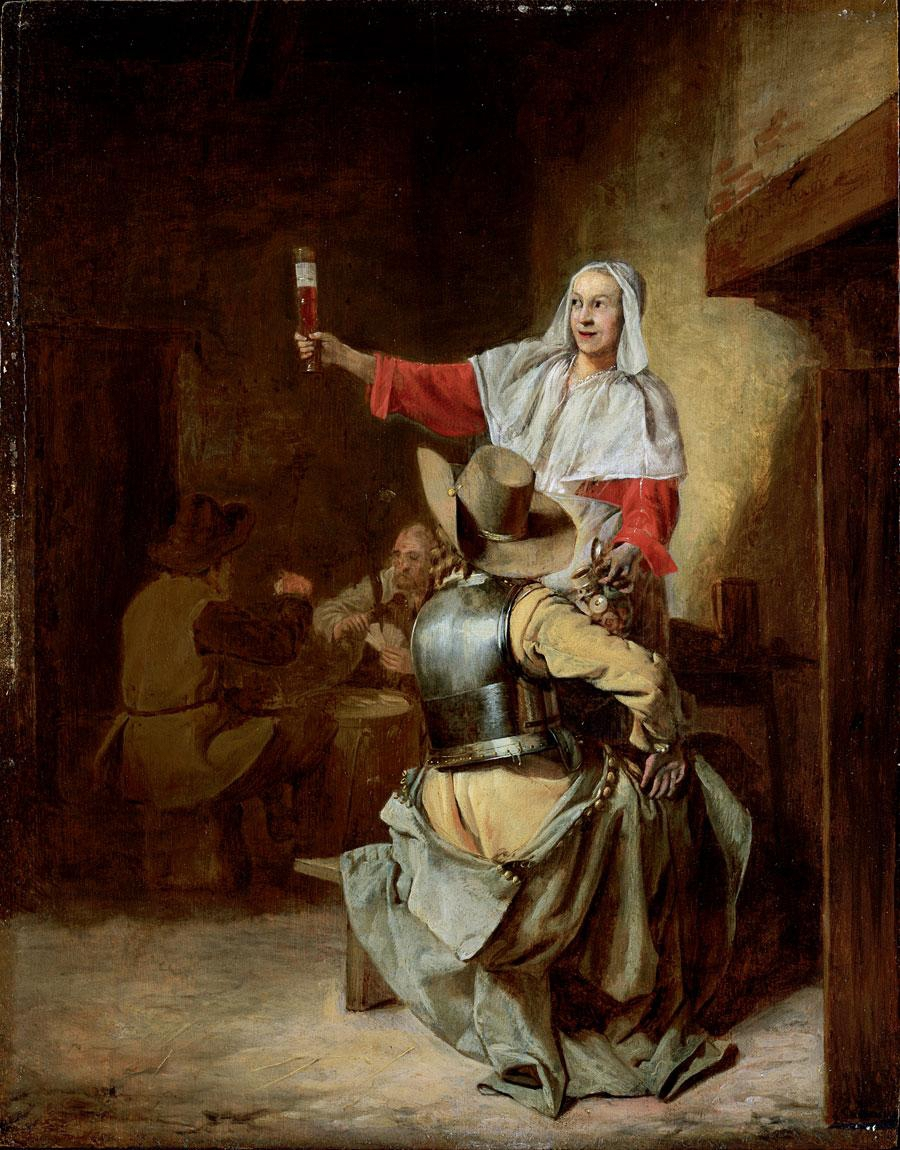
Soldados en una taberna con una sirvienta.